# 우니베르시다드 데 콘셉시온
CD 우니베르시다드 데 콘셉시온(C.D. Universidad de Concepción)는 칠레에 위치한 콘셉시온을 연고로 하는 축구팀이다. 이 팀은 1994년에 창단하였다.

## 선수 명단

### 현역
참고: FIFA 자격 규정에 따라 소속된 국가대표팀 국기를 표시합니다. 선수는 복수의 FIFA 비회원국 국적을 가지고 있을 수 있습니다.
| 번호 | 포지션 | 국적 | 이름            |
| ---- | ------ | ---- | --------------- |
| 1    | GK     |      | 마누엘 가르시아 |

| 번호 | 포지션 | 국적     | 이름              |
| ---- | ------ | -------- | ----------------- |
| 21   | FW     | 파라과이 | 구스타보 구에레뇨 |

## 같이 보기
- 콘셉시온 대학교

틀:우니베르시다드 데 콘셉시온
틀:우니베르시다드 데 콘셉시온 감독